# Acacia estrophiolata
Acacia estrophiolata är en ärtväxtart som beskrevs av Ferdinand von Mueller. Acacia estrophiolata ingår i släktet akacior, och familjen ärtväxter. Inga underarter finns listade i Catalogue of Life.

## Bildgalleri

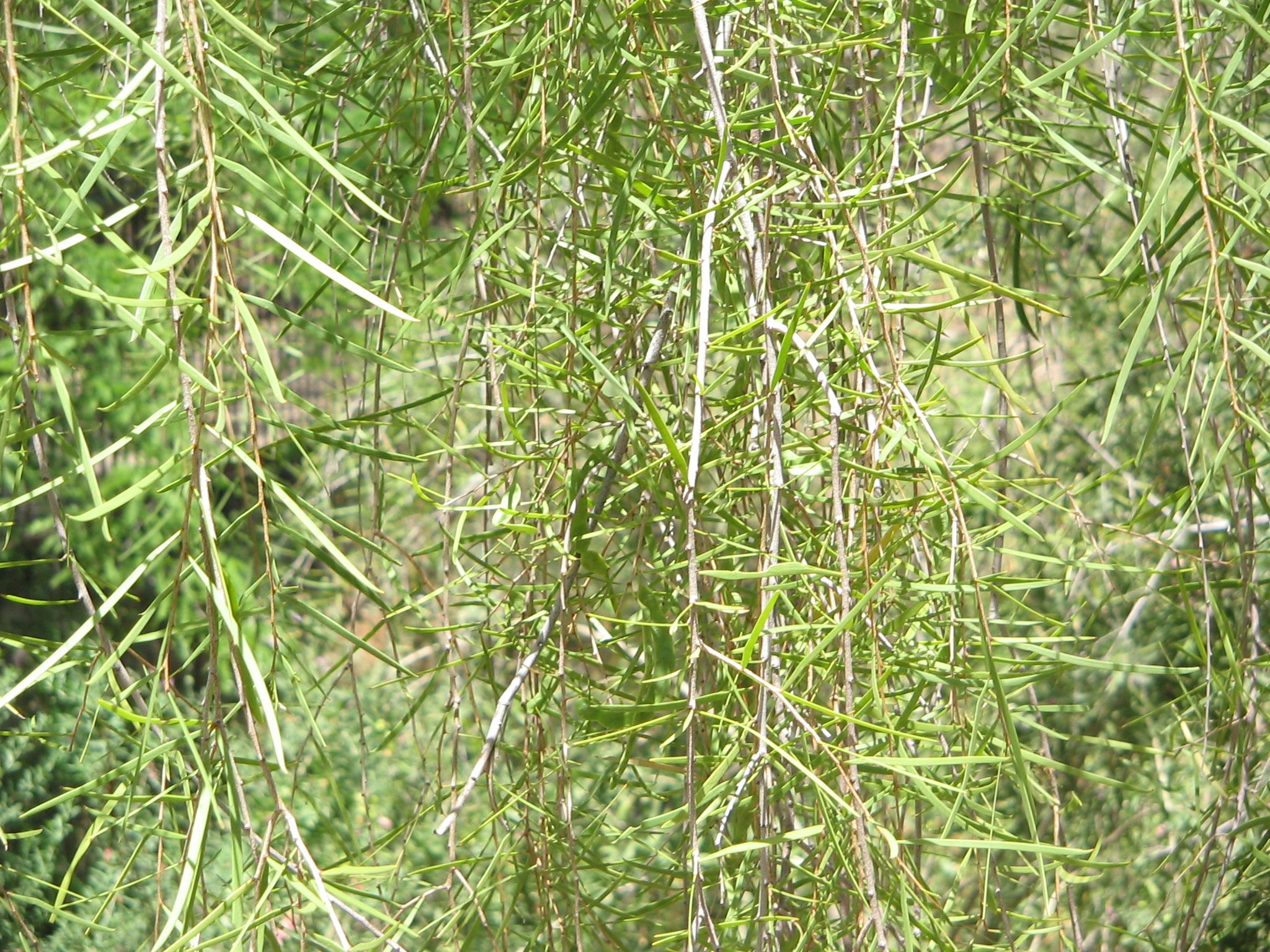
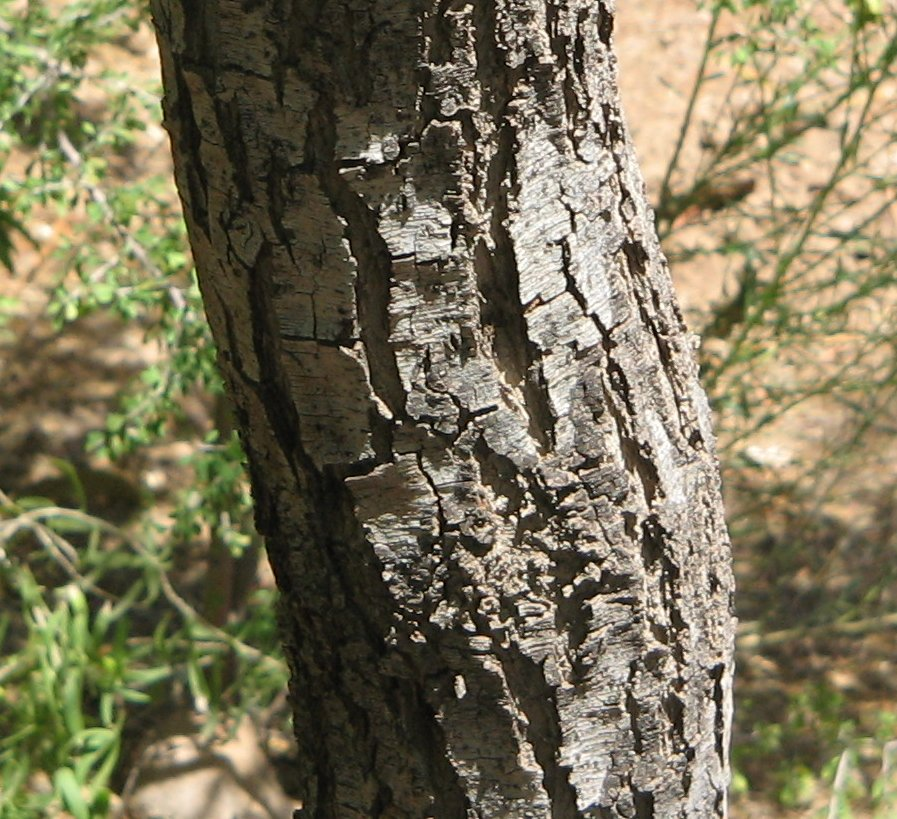
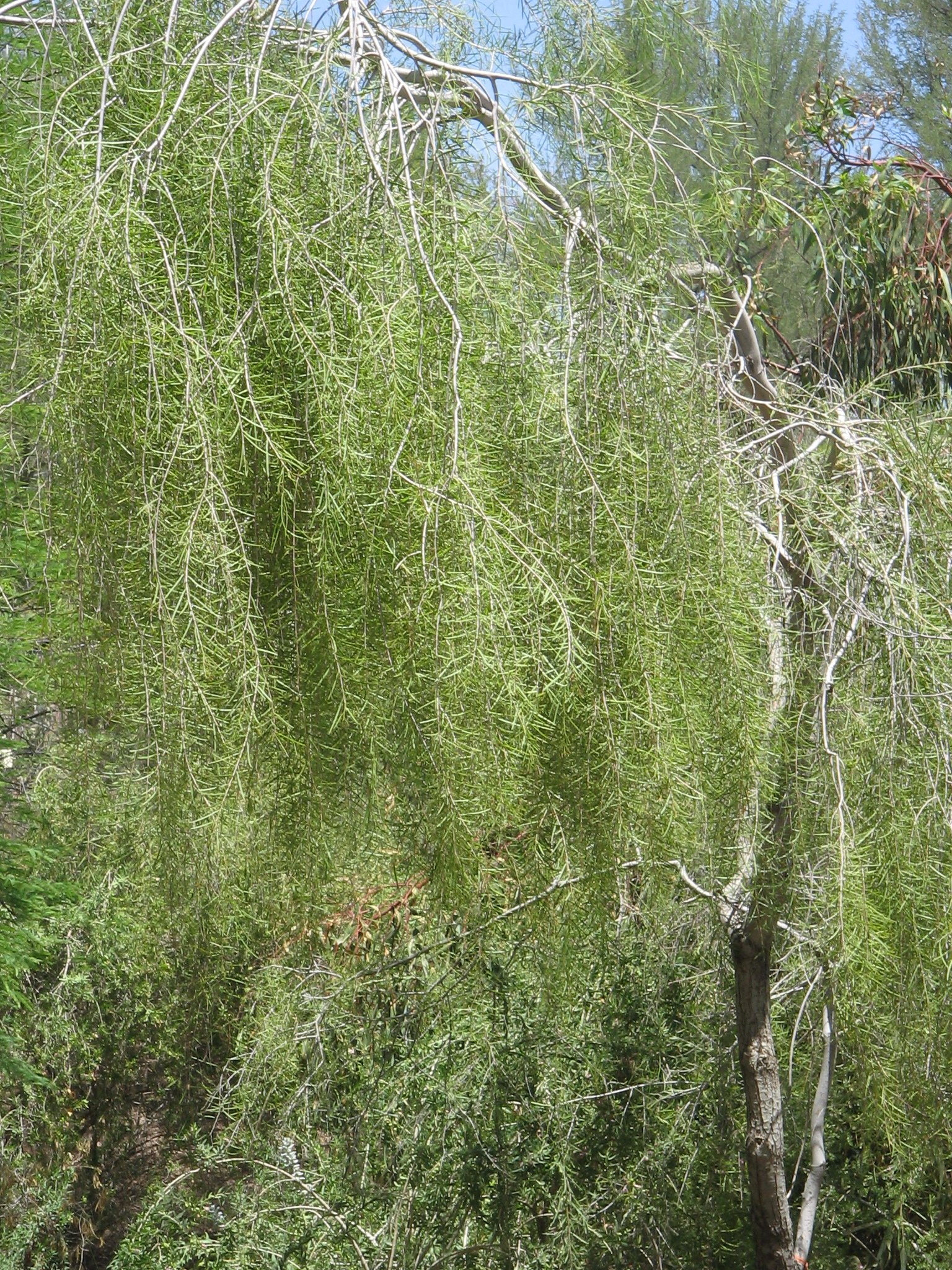
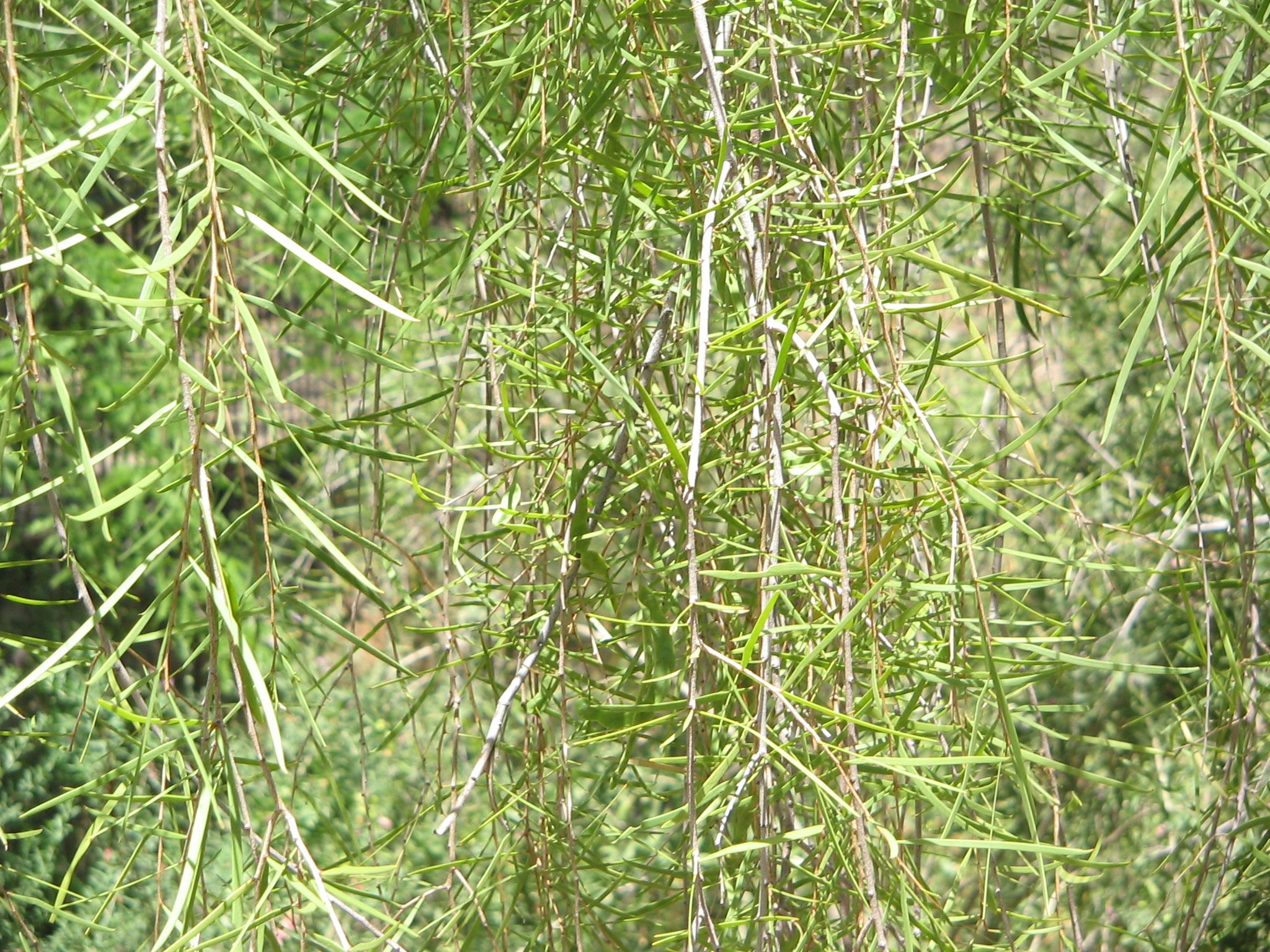